# Tamopsis minor
Tamopsis minor là một loài nhện trong họ Hersiliidae. T. minor được miêu tả năm 1998 bởi Martin Baehr & Barbara Baehr.